# Кобылик, Давид
Да́вид Ко́былик (чеш. David Kobylík; 27 июня 1981, Оломоуц, ЧССР) — чешский футболист, полузащитник.

## Карьера

### Клубная
Воспитанник футбольной школы ФК «Сигма», там начинал свою карьеру. В 2002 году перешёл во французский «Страсбур», но через 2 года вернулся обратно в чешский клуб. В 2005 году во второй раз отправился за границу в немецкую «Арминию» из Билефельда, где отыграл до 2008 года. В 2008 уехал на Кипр выступать за команду «Омония», но не сыграл там ни разу и вернулся снова в Чехию. С 2009 года по 2010 выступал в составе «Жилины», где стал Чемпионом Словакии.
С сезона 2013/14 выступает за «Баник Соколов».

### В сборной
В 2000—2003 годах играл за молодёжную сборную, в составе которой провёл 32 встречи и забил 7 голов. Выиграл Чемпионат Европы 2002 года среди молодёжных команд.

## Достижения
- Чемпион Словакии: 2009/10